# Honnefer Stadtwald
Der Honnefer Stadtwald ist ein Waldgebiet im Süden Nordrhein-Westfalens, das gänzlich zur Stadt Bad Honnef im Rhein-Sieg-Kreis gehört. Er liegt zwischen dem Rheintal mit dem Bad Honnefer Stadtzentrum im Westen und dessen bergseitigem Stadtbezirk Aegidienberg im Osten. Das Waldgebiet umfasst den südlichen Teil des Naturparks und Naturschutzgebiets Siebengebirge.

## Geschichte

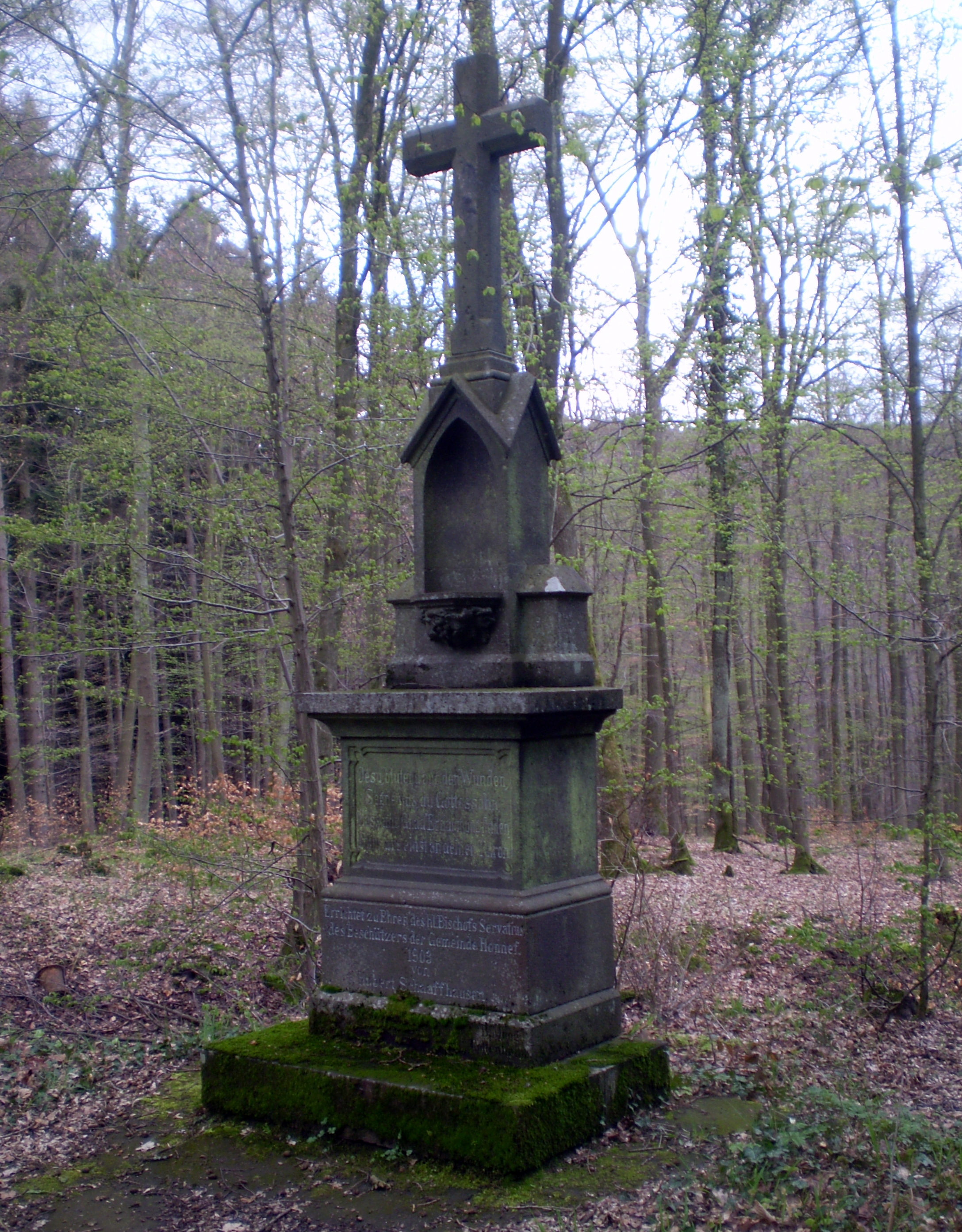
Schaaffhausenkreuz im Honnefer Stadtwald

Der Honnefer Stadtwald wurde seit dem hohen Mittelalter als Markwald genutzt, an dem sowohl Honnef als auch Aegidienberg – das teilweise auf dessen Gebiet als Rodung entstanden war – nutzungsrechtlich beteiligt waren. Ab dem 14. Jahrhundert war der Erzbischof von Köln Inhaber des höchsten Märkerrechts, das durch den Honnefer Bischofshof mit einem Förster wahrgenommen werden konnte. In dieser Funktion wurde der Erzbischof bis 1555 vom neuen Landesherrn, dem Herzog von Berg abgelöst. Unter dessen Aufsicht wurde jährlich am 25. Januar ein Waldgeding (Waldgericht) abgehalten. Die Funktion des Försters übernahm der Rentmeister des Amtes Löwenburg.
Infolge des Übergangs zum Großherzogtum Berg im Jahre 1806 kam es zum Ende der politischen und rechtlichen Einheit zwischen Honnef und Aegidienberg. Seitdem waren für beide Gemeinden eigene Förster tätig, der Zugriff auf den jeweils auf der fremden Gemarkung gelegenen Waldteil nicht mehr uneingeschränkt möglich. Durch ein Recht geregelt war, dass Honnef Rahmen für den Weinbau im Aegidienberger Waldteil hauen durfte.
Seit dem 24. Dezember 1816 unterstand der Wald der Forstaufsicht der preußischen Regierung im Bezirk der Oberförsterei Siebengebirge. 1840 wurde das bis dahin 1250 Hektar umfassende Waldgebiet endgültig zwischen den Gemeinden Honnef (650 ha) und Aegidienberg (600 ha) aufgeteilt, wobei die alten Nutzungsrechte von Bürgern noch bis etwa 1850 wahrgenommen wurden. Die Streunutzung wurde Ende des 19. Jahrhunderts durch Verbote eingeschränkt. Die Fläche des Honnefer Gemeindewalds hatte sich 1891 durch Ankauf von Wald- und Wiesenparzellen auf 655 ha vergrößert.
Bewirtschaftet wurde der Honnefer Gemeinde- und spätere Stadtwald zunächst vom Forsthaus Löwenburger Hof, das bis 1904 Bestand hatte und selbst nicht zum Stadtwald gehörte. Später bezog der Honnefer Stadtförster ein neues Forsthaus am Servatiushof. Anfang der 1960er-Jahre umfasste der Honnefer Stadtwald eine Fläche von 712 ha, wozu auch eine unbewaldete Fläche von 16 ha gehörte. Im Norden geht der Stadtwald im Bereich der Löwenburg in ein dem Land Nordrhein-Westfalen gehörendes Waldgebiet über, das sich ursprünglich aus den Teilen Hartenbruch und Hohn zusammensetzte und den jeweiligen Landesherren (Grafen von Sayn, Herzog von Berg) und später dem Staat Preußen gehörte. In Landesbesitz befindet sich auch ein Waldgebiet im Süden des Stadtgebiets, das als Forstbetriebsbezirk Himmerich geführt und ab 1965 von einem Forsthaus am Rande von Selhof verwaltet wurde.